# 中村稔 (ゴルファー)
中村 稔（なかむら みのる、1947年10月1日 - ）は、静岡県出身の元プロゴルファー。
富士箱根カントリークラブ所属。

## 来歴
伊東商業高校卒業で、同校の後輩には土山録志・岩下吉久・坂下定夫がいる。
中村は1969年にプロテストで合格し、1975年のくずは国際では初日68、最終日69で謝永郁（中華民国）・杉原輝雄と並んでの6位タイに入った。
1976年のゴルフダイジェストトーナメントでは2日目に何明忠（中華民国）・中嶋常幸・宮本省三・島田幸作・鈴木規夫・中村通・橘田規・田中文雄・許渓山（中華民国）と8位タイに着け、3日目には3アンダーで中嶋・金海繁と並ぶ。
1977年のアジアサーキット・フィリピンオープンではテッド・ボール（オーストラリア）と共に2日目に8位タイに着けると、3日目には陳清波（中華民国）と並んでの6位タイに浮上。
1978年の山梨プロアマで初優勝を果たすと、1979年の阿蘇ナショナルパークオープンではフェアウエーはフラットな場所がほとんどなく、アンジュレーションの多いグリーンで、風が強かったが、草壁政治と共に71で参加158選手中2人だけのアンダーを出し、首位タイに立った。
1978年のペプシウィルソントーナメントでは初日に鈴村照男・上野忠美・宮本康弘・吉川一雄・陳清波&謝敏男（中華民国）・新井規矩雄・内田繁・鷹巣南雄と並んでの6位タイでスタートし、3日目には山本謙太郎・上野・草壁・矢部昭・中村通・横島由一と並んでの9位タイに着け、最終日には山本・矢部・横島と共に川田時志春・前田新作・金井清一・土山と並んでの9位タイに留まった。
1979年の関東プロでは初日に5アンダー67で尾崎将司と並ぶ首位タイでスタートし、1980年の山梨プロアマでは鷹巣・杉本英世と並んでの2位タイに入った。
1983年の武富士サイパンでは初日に首位の内田と1打差の2位でスタートし、最終日には磯崎功・尾崎直道・湯原信光・上原宏一・高橋勝成・出口栄太郎・中川泰一・杉田勇と並んでの6位タイに入った。
1984年の群馬オープンでは初日に岩下吉久に次ぐと同時に大町昭義・海老原清治を抑え、森憲二と並んでの2位タイでスタートし、最終日には新井・大町・伊藤正己に次ぐと同時に泉川ピート・川田・岩下・土山・森と並んでの4位タイに入った。
1986年のKSB瀬戸内海オープンでは初日に5アンダー67で単独首位に立ち、中川・宮本康・秋富由利夫・杉原・甲斐俊光・佐野修一・泉川・中尾豊健・古木譲二を抑えて優勝 。連覇を狙った1987年の同大会では秋富、マイク・ハーウッド（オーストラリア）と並んで高橋勝の2位タイ に入った。
1996年のフジサンケイクラシックを最後にレギュラーツアー、2000年の日本プロシニアを最後にシニアツアーから引退したが、2000年の北海道シニアオープンでは井上久雄・須貝昇と並ぶ7位タイに入った。

## 主な優勝
- 1978年 - 山梨プロアマ
- 1986年 - KSB瀬戸内海オープン